# Edmond Hervé

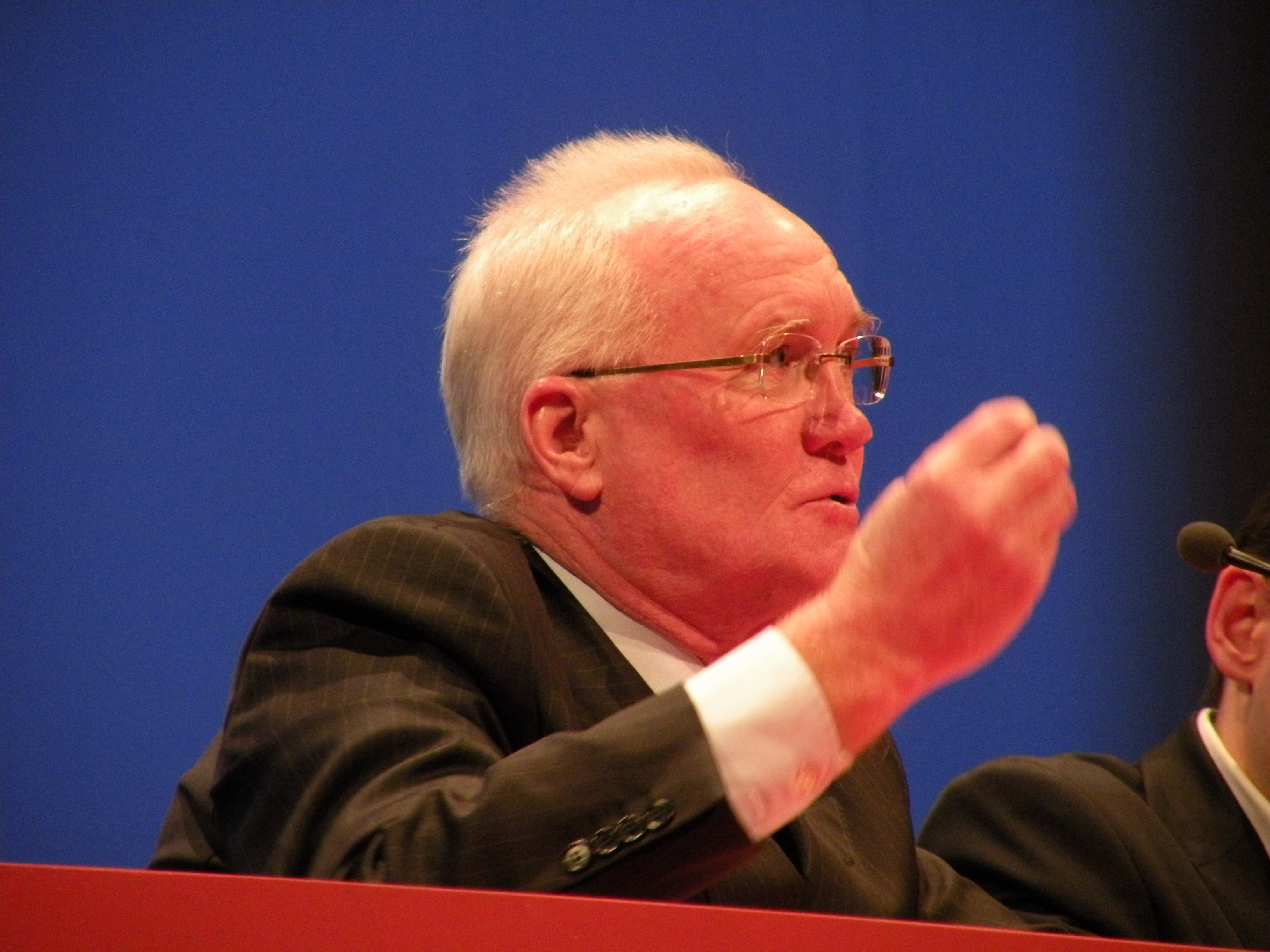
Edmond Hervé el 2010

Edmond Hervé, nascut el 3 de desembre de 1942 a La Bouillie (Costes del Nord) és un polític francès. Membre del partit socialista francès, ocupà diversos càrrecs als governs de Pierre Mauroy i de Laurent Fabius. Del 1977 al 2008 fou alcalde de Rennes, succeint Henri Fréville.